# Miguel Francisco da Frota
Miguel Francisco da Frota (18 de março de 1816 — maio de 1882) foi sacerdote católico e político brasileiro. Foi deputado provincial pelo Partido Liberal em três mandatos durante o Brasil Império. Como padre, foi pároco em Sobral, Icó e em Fortaleza.

## Biografia
Nasceu na fazenda Salgado, atualmente sob a jurisdição do município de Santana do Acaraú, à época, da freguesia da Caiçara, onde foi batizado, em 10 de maio de 1816, por frei Manuel da Ascenção. Era filho de Ana Joaquina de Jesus Vasconcelos Uchoa e do tenente-coronel Inácio Gomes da Frota. Seu pai era latifundiário, oficial da Guarda Nacional e foi um dos fundadores do Parido Liberal local. Pelo lado materno, descendia dos primeiros colonizadores do Norte do Ceará.
Destinado à vida religiosa, foi ordenado padre no Seminário de Nossa Senhora das Graças, em Olinda, Pernambuco. De volta à terra natal, em 12 de dezembro de 1843, foi nomeado coadjutor da freguesia de Sobral e, em 28 de outubro de 1845, tornou-se vigário encomendado em substituição ao finado padre José da Costa Barros, até 19 de fevereiro de 1847, quando foi nomeado para o cargo o padre Francisco Jorge de Sousa, oriundo da capelania de Boa Viagem.
As obrigações do cargo levaram-no a assumir um papel político junto da comunidade. É conhecido ofício seu de 4 de junho de 1844, quando ainda era coadjutor, dirigido ao presidente da província, José Maria da Silva Bittencourt, sobre a necessidade de um cemitério em Sobral porquanto não se podia respirar ar salubre na Matriz, por causa da multidão de corpos que nela se sepultavam. Outro ofício, de 20 de maio de 1846, agora ao presidente Inácio Correia de Vasconcelos, solicitava a criação de um pronto-socorro para os pobres indigentes.
Com a criação da freguesia de Santana do Acaraú, por lei provincial de 29 de agosto de 1848, o padre Miguel foi nomeado seu primeiro pároco, todavia, logo foi transferido para a freguesia do Icó, sucedendo ao paroquiato efêmero do padre Francisco Xavier Nogueira. Em Santana, fora substituído por seu coadjutor, Francisco de Paula Meneses.
Sua popularidade junto aos seus fiéis levaram-no a eleger-se deputado à Assembleia Provincial do Ceará para o mandato de 1848-1849. Em 13 de fevereiro de 1854, tornou-se vigário colado do Icó e, quatro anos depois, foi eleito para um segundo mandato como parlamentar na Assembleia Provincial.
Em 1862, o Ceará foi assolado por uma epidemia de cólera que matou grande parte da população. A cidade de Icó foi das mais atingidas, perdendo um terço de sua população. A atuação do padre Frota durante a mesma foi notada pelo ex-presidente José Bento da Cunha Figueiredo Júnior em ofício de 12 de janeiro de 1863 dirigido ao Marquês de Olinda:
Padre Miguel Francisco da Frota, vigário colado da Paróquia do Icó. É sacerdote idoso, de bons costumes e respeitável por muitos títulos. Prestou grandes serviços na administração dos Sacramentos em sua freguesia dia e noite; e quando passou a tormenta no Icó e rebento na Vila da Telha, distante 10 léguas e abandonada do vigário e coadjutor, o padre Frota correu voluntariamente a socorrer os habitantes daquela freguesia, que estavam morrendo sem os recursos espirituais. A Comissão da Telha, em ofício ao Governo, e o Bispo Diocesano, tecem elogios ao zelo e a dedicação do padre Frota.
Merece a insígnia de Cavaleiro de Cristo ou de Oficial da Rosa, se já tiver aquela condecoração.
Em 25 de abril de 1865, a pedido do padre Carlos Augusto Peixoto de Alencar, permutou com sua freguesia pela da capital. Sua colação em Fortaleza aconteceu em 26 de maio seguinte. Dois anos depois, ocorreu seu terceiro mandato na Assembleia Provincial.
Sua morte ocorreu de forma misteriosa. Conta o Barão de Studart em seu Dicionário Bio-bibliográfico Cearense:
Sendo um dia chamado a ouvir de confissão a um preso das cadeias de Fortaleza, este lhe referiu que homem rico nos sertões da Bahia, travara rixas com potentados seis vizinhos e, antes de abandonar o lugar de suas lutas, escondera grandes riquezas em um determinado sítio e pediu-lhe que as fizesse descobrir, assentando-se entre os dois os respectivos quinhões; o Padre, sem prévia consulta aos seus superiores, abandonou a vigararia, deixou crescer a barba e lá se foi por terra para a Bahia à cata do ilusório tesouro; chegado ao sítio indicado, aí arranchou-se e, pela madrugada de um dia foi encontrado sem vida, vítima de uns italianos; ladrões, que o supunham algum forasteiro dinheiroso.
Dom José Tupinambá da Frota, sobrinho-neto do padre Miguel, já diz em sua História de Sobral, p. 142, que ele fora assassinado no centro da Bahia, na comarca de Urubu (atual Paratinga), onde ele era capelão, em 1882, e que o assassino foi morto a facadas pela população indignada.